# Cezaryna
Cezaryna – żeński odpowiednik imienia Cezary. Alternatywna forma imienia Cezaria.
Cezaryna imieniny obchodzi 12 stycznia, 8 kwietnia.